# Ikram Mahjar
Ikram Mahjar ou Ikram Mohjer, née le 29 août 1984, est une taekwondoïste tunisienne.

## Carrière
Ikram Mahjar remporte une médaille d'or aux Jeux africains de 2003 à Abuja et une médaille d'argent aux Jeux panarabes de 2004 à Alger.